# M621
El M621 es un cañón automático de 20 mm de diseño francés, desarrollado por Nexter como armamento a bordo para vehículos blindados, aviones, helicópteros y pequeñas embarcaciones costeras de la Marina francesa.

## Variantes

### THL 20
Cañón en torreta para helicópteros.

### POD NC 621

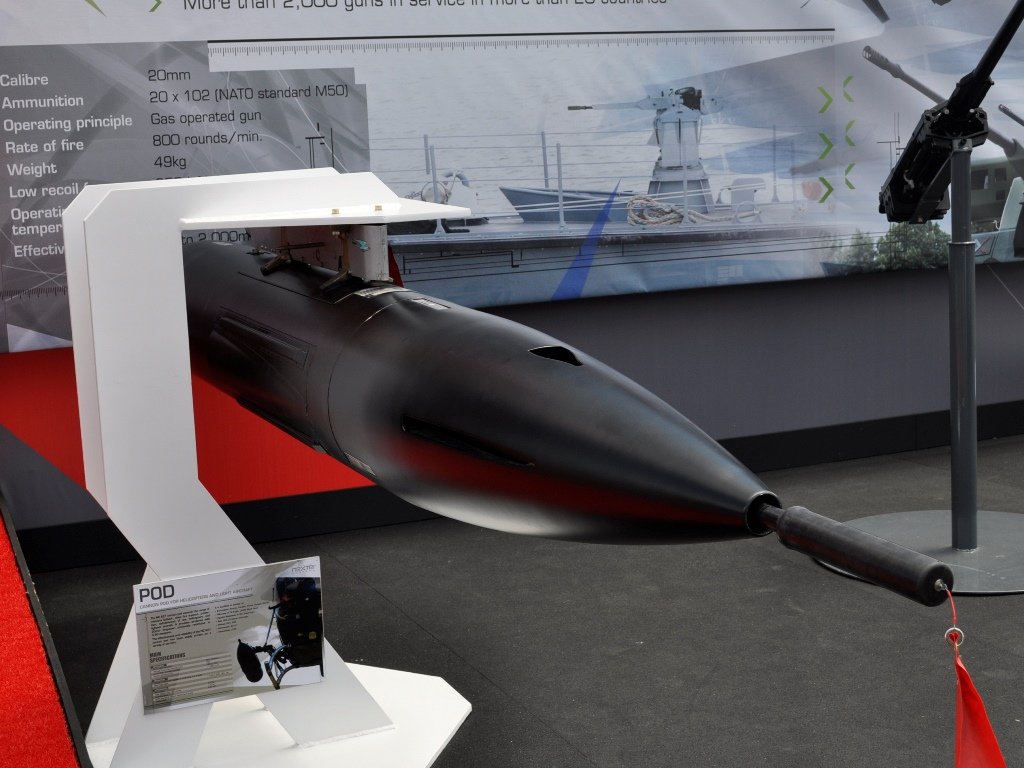
Pod NC 621 para el cañón de 20 mm

Pod de cañón para helicópteros y aviones.

### ARX 20
Estación de armas controlada remotamente con M621 y una ametralladora de 7,62 × 51 mm. 

### SH20
Cañón de puerta para helicópteros.

### CP 20
Cañón para vehículos y barcos.

### 15A
Cañón para buques de guerra.

### NARWHAL
Como cañón naval teledirigido en el Nexter Narwhal 20A.